# Aeroportul Municipal Tracy
Aeroportul Municipal Tracy (IATA: TCY, ICAO: KTCY, FAA LID: TCY) este un aeroport din California, Statele Unite ale Americii.
Situat la o altitudine de 59 m, aeroportul dispune de 1 pistă.

## Infrastructură

### Piste
Aeroportul dispune de o singură pistă. Pista 08/26 are suprafața de asfalt și dimensiunile 3.438 picioare × 75 picioare. 